# Anthurium chiriquense
Anthurium chiriquense är en kallaväxtart som beskrevs av Paul Carpenter Standley. Anthurium chiriquense ingår i släktet Anthurium och familjen kallaväxter. Inga underarter finns listade.